# كاميوكا
كاميوكا   (亀岡市   كاميوكا-شي) هي مدينة يابانية تقع في محافظة كيوتو، اليابان.

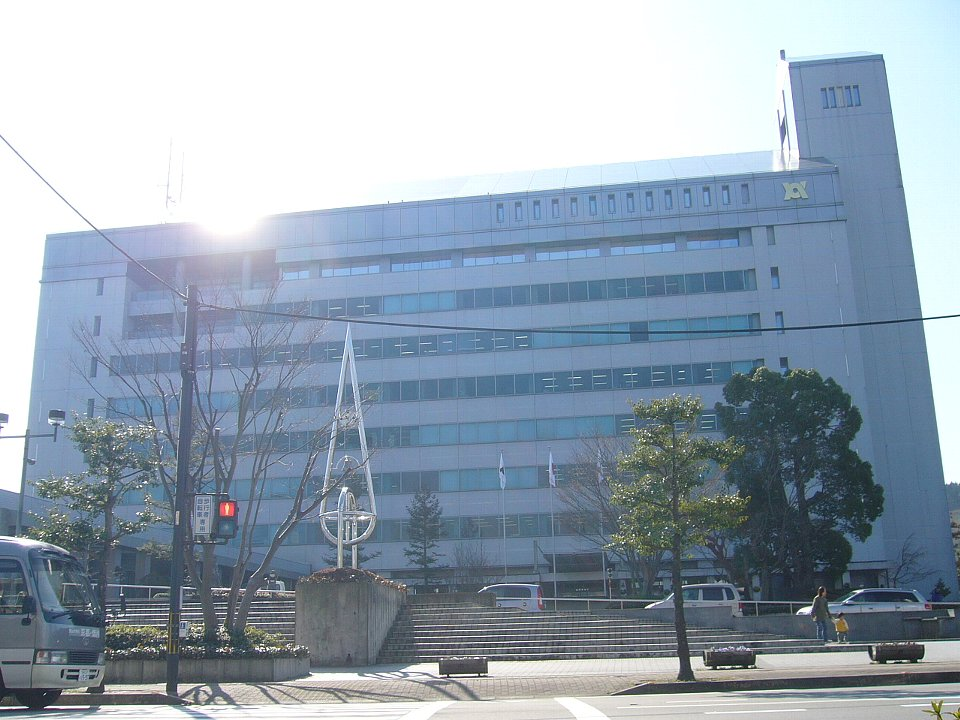
مبنى مدينة كاميوكا

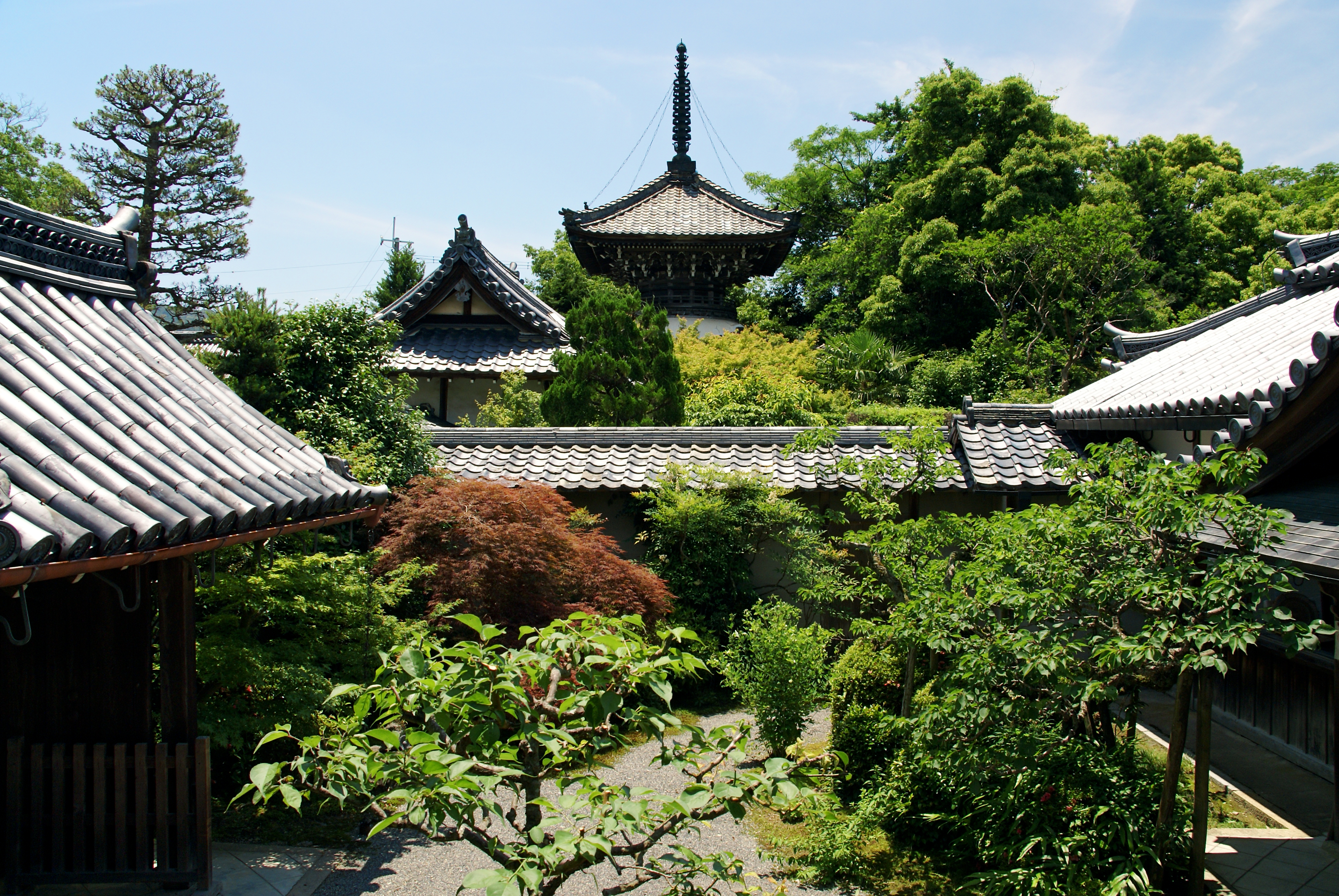
معبد أناوجي في كاميوكا

بلغ عدد سكان المدينة 93,323 نسمة عام 2008 بكثافة سكانية تبلغ 415 نسمة/ كم2. المساحة الكلية للمدينة تبلغ 224.90 كم2. وهي تشتهر بأنها من أكثر المدن ضبابا في اليابان.
كانت المدينة عبر التاريخ تعتبر مصدرا زراعيا لمدينة كيوتو العاصمة التاريخية لليابان، والكثير من المزروعات المنتجة في كاميوكا تعتبر من الأفضل في البلاد. كما كانت المدينة ولا زالت تعتبر مصدرا للحوم.
تقع مدينة كاميوكا إلى الشرق من مدينة كيوتو، وشمال أوساكا (محافظة). وهي تاريخيا جزء من منطقة تانبا التي كانت تضم أيضا مدينة نانتان، وهذه المنطقة كانت عبر قرون طويلة تعتبر نقطة عبور هامة للربط ما بين كيوتو والمناطق الواقعة شرقها. واليوم تعتبر المدينة من أكثر الضواحي في محافظة كيوتو نموا وتوسّعا.
نشأت المدينة إداريا من تجمّع ضمّ بلدة كانت تحمل نفس الاسم مع 15 قريبة محيطة بها في عام 1955، وليتم لاحقا ضمّ قريتين إضافيتين إلى المدينة في نهاية الخمسينيات.
تشتهر المدينة بأنها نقطة الانطلاق لما يعرف باسم (هوزوغاوا كوداري) وهي جولة على القوارب عبر نهر (هوزو). وتضم المدينة أيضا معبد (أناوجي) البوذي.

## التاريخ
تاريخيا كانت المدينة تعرف باسم كامياما، وكانت عاصمة لمقاطعة تامبا.
- أولى تجمعات زراعة الأرز في المدينة كانت قرابة 300 ق.م.
- في القرن الثامن الميلادي بدأت المدينة بالنمو كضاحية للعاصمة هيان حينها.
- القائد العسكري Takauji Ashikaga انطلق بجيشه من كاميوكا لينهي (تمرّد غينكو) في كيوتو.
- تم تغيير اسم المدينة من كامياما إلى كاميوكا في عام 1869.

## مدن شقيقة
- نيتلفيلد, النمسا  - نيسان 14, 1964
- ستيلووتر, أوكلاهوما, الولايات المتحدة الأمريكية - تشرين الثاني 3, 1985
- جانديرا, البرازيل - تشرين الثاني 3, 1980
- سوزهو, الصين - كانون الأول 31, 1996

## وصلات خارجية
- Kameoka official website in English
- Kameoka official website in Japanese